# Vaghia uniporosa
Vaghia uniporosa är en kvalsterart som beskrevs av Antonio Arillo och Subías 1993. Vaghia uniporosa ingår i släktet Vaghia och familjen Galumnidae. Inga underarter finns listade i Catalogue of Life.